# Cal Solanes
Cal Solanes és una casa antiga al número 39 Carrer de l'Amargura, nucli primigeni del poble de Castellcir, en el terme municipal del mateix nom, a la comarca del Moianès. Té una mica de jardí davant de la façana principal, cosa que allunya una mica la casa del Carrer Major. Cal Solanes fou, en temps pretèrits, Escola i Casa de la Vila de Castellcir.

Cal Solanes, respecte del terme de Castellcir